# Kilyana bicarinatus
Kilyana bicarinatus là một loài nhện trong họ Zoropsidae.
Loài này thuộc chi Kilyana. Kilyana bicarinatus được Raven & Stumkat miêu tả năm 2005.